# Festival Puccini

Francobollo emesso nel 2004 in occasione della 50ª edizione del festival

Il Festival Puccini è un festival musicale estivo che si svolge a Torre del Lago, dove Giacomo Puccini visse per oltre trent'anni componendo molte delle sue opere.

## Storia
Nato nel 1930 da un'idea di Giovacchino Forzano, si svolge ogni estate, solitamente nei mesi di luglio e agosto, al Gran teatro all'aperto di Torre del Lago, struttura da 3200 posti (noto anche come "Teatro dei Quattromila"), sulle sponde del lago di Massaciuccoli nei pressi della Villa Puccini, la casa che il compositore aveva fatto costruire nel 1900 e nella quale visse fino al 1921, anno in cui si spostò a Viareggio a causa dell'inquinamento provocato dalle torbiere costruite sulle rive del lago, molto vicine alla sua residenza. Nella villa sono custodite le spoglie del compositore e dei suoi parenti stretti, inoltre vi si possono ammirare documenti, reperti e cimeli della sua vita personale e della sua vicenda artistica. 
In ogni edizione del festival vengono proposte opere di Puccini, presso il Gran Teatro all'aperto o nell'auditorium Enrico Caruso al chiuso; col passare degli anni sono stati aggiunti eventi collaterali (tenutisi anche in altri spazi, tra cui la Villa Paolina di Viareggio), quali concerti, recital di artisti, mostre d'arte, spettacoli di prosa e di danza,  spesso in occasione di ricorrenze o eventi particolari.
Intorno al Gran Teatro si estende il Parco della Musica che costudisce importanti sculture di artisti di fama internazionale come Mitoraj, Folon, Yasuda, Cascella ed altri, in parte utilizzate come scenografie delle opere rappresentate durante le recenti rappresentazioni del Festival, grazie al progetto "Scolpire l'Opera".
Ogni anno, poco prima dell'avvio del Festival, si tengono i corsi della Puccini Academy, tenuti da importanti docenti di rilevanza internazionale. Le attività dell'Accademy si protraggono anche lungo la durata del festival con masterclass e partecipazioni degli allievi a concerti e opere in cartellone al Festival Puccini
Tra novembre e dicembre di ogni anno viene celebrato il Mese Pucciniano, che culmina con la cerimonia di consegna del Premio Puccini da parte della Fondazione Festival Puccini a una illustre personalità del mondo della lirica.

## Cronologia degli spettacoli dal 1930 al 1980
Anno, opere e interpreti principali 
- 1930 - LA BOHÈME: Rosetta Pampanini, Margherita Carosio, Angelo Minghetti, Luigi Montesanto, Ernesto Badini, Giacomo Vaghi. Direttore Pietro Mascagni. Regia di Giovacchino Forzano. (Carro di Tespi Lirico)
- 1931 - MADAMA BUTTERFLY: Rosetta Pampanini, Olga De Franco, Angelo Minghetti, Gino Lulli. Direttore Edoardo Vitale. Regia di Giovacchino Forzano. (Carro di Tespi Lirico)
- LA BOHÈME: Adelaide Saraceni, Pierina Giri, Beniamino Gigli, Luigi Montesanto. Direttore Edoardo Vitale. Regia di Giovacchino Forzano. (Carro di Tespi Lirico)
- 1949 - 25° della morte di Giacomo Puccini - LA FANCIULLA DEL WEST: Maria Caniglia, Galliano Masini, Paolo Silveri. Direttore Gabriele Santini.
- 1953 - MADAMA BUTTERFLY: Orietta Moscucci, Pier Miranda Ferraro, Guido Malfatti. Direttore Ino Savini.
- 1954 - TURANDOT: Carla Martinis, Aureliana Beltrame, Angelo Lo Forese, Ugo Novelli. Direttore Francesco Molinari Pradelli. - MANON LESCAUT: Elisabetta Barbato, Umberto Borsò, Dino Mantovani. Direttore Federico Del Cupolo.
- 1955 - LA BOHÈME: Magda Olivero, Carmen Piccini, Giuseppe Campora, Gino Orlandini, Antonio Zerbini. Direttore Argeo Quadri.
- 1956 - MADAMA BUTTERFLY: Rosetta Noli, Anita Caminada, Flaviano Labò. Direttore Argeo Quadri. - LA FANCIULLA DEL WEST: Elisabetta Barbato, Antonio Annaloro, Piero Guelfi. Direttore Argeo Quadri.
- 1957 - MANON LESCAUT: Clara Petrella, Giacinto Prandelli, Renata Cesari. Direttore Argeo Quadri. - IL TABARRO: Margaret Mas, Aurelio Oppicelli, Gastone Limarilli. - SUOR ANGELICA: Marina Cucchio, Federica Nicolich, Rina Cavallaro. - GIANNI SCHICCHI: Renato Capecchi, Lydia Coppola, Dino Formichini, Ugo Novelli. Direttore Argeo Quadri.
- 1958 - Centenario della nascita di Giacomo Puccini - TOSCA: Antonietta Stella, Giuseppe Di Stefano, Anselmo Colzani. Direttore Nino Sanzogno.
- 1959 - MADAMA BUTTERFLY: Antonietta Stella, Angelo Marchiandi, Afro Poli. Direttore Napoleone Annovazzi. -  LA BOHÈME: Ofelia Di Marco, Ferruccio Tagliavini, Walter Monachesi. Direttore Ottavio Ziino.
- 1960 - LA FANCIULLA DEL WEST: Gigliola Frazzoni, Giuseppe Savio, Andrea Mongelli. Direttore Ottavio Ziino. - IL TABARRO: Luciana Bertoli, Salvatore Puma, Attilio D'Orazi. - SUOR ANGELICA: Ivana Tosini, Rina Corsi - GIANNI SCHICCHI: Gino Bechi, Ofelia Di Marco, Angelo Marchiandi. Direttore Ottavio Ziino.
- 1962 - LA FANCIULLA DEL WEST: Antonietta Stella, Giuseppe Di Stefano, Anselmo Colzani. Direttore Oliviero De Fabritiis. Regia di Enrico Frigerio. - LA BOHEME: Ilva Ligabue, Mariella Adami, Gianni Raimondi, Rolando Panerai. Direttore Luciano Rosada. Regia di Carlo Picconato.
- 1964 - TOSCA: Anna De Cavalieri, Mario del Monaco, Tito Gobbi. Direttore Franco Mannino. Regia di Carlo Acly Azzolini. - MANON LESCAUT: Vera Mantovani, Giuseppe Gismondo, Attilio D'Orazi. Direttore Ottavio Ziino. Regia di Carlo Acly Azzolini.
- 1966 - LA BOHÈME: Marcella Pobbe, Anna Maccianti, Gianni Raimondi, Giangiacomo Guelfi, Giorgio Giorgetti, Agostino Ferrin. Direttore Nello Santi. Regia di Luciano Novaro. - MADAMA BUTTERFLY: Virginia Cordoni, Bruno Prevedi, Enzo Sordello, Flora Rafanelli. Di- rettore Ermanno Wolf-Ferrari.
- 1972 - MADAMA BUTTERFLY: Wilma Vernocchi, Licia Galvano, Adriana Alinovi Pirali, Beniamino Prior, Piero Francia. Direttore Giacomo Zani. Regia di Beppe De Tomasi. - LA FANCIULLA DEL WEST: Gianna Galli, Giuseppe Giacomini, Anselmo Colzani. Direttore Giuseppe Morelli. Regia di Beppe De Tomasi.
- 1973 - LA BOHÈME: Adriana Maliponte, Elena Baggiore, Beniamino Prior, Angelo Romero, Giorgio Giorgetti, Giancarlo Luccardi. Direttore Giacomo Zani. Regia di Gianpaolo Zennaro. - MANON LESCAUT: Virginia Zeani,  Michele Molese, Rolando Panerai. Direttore Nino Bonavolontà. Regia di Beppe De Tomasi.
- 1974 - 50° della morte di Giacomo Puccini - TOSCA: Emma Renzi/Orianna Santunione, Placido Domingo/Giorgio Merighi, Antonio Boyer. Direttore Ferruccio Scaglia. Regia di Beppe De Tomasi. - IL TABARRO: Navia Maria Goltara, Mario Del Monaco, Walter Alberti. - SUOR ANGELICA: Irma Capece Minutolo, Adriana Lazzarini, Adriana Camani, Corinna Vozza. GIANNI SCHICCHI: Angelo Romero, Adriana Valentini, Antonio Bevacqua. Direttore Ottavio Ziino. Regia di Beppe De Tomasi. - MADAMA BUTTERFLY: Raina Kabaivanska, Anna Di Stasio, Nunzio Todisco, Angelo Romero. Direttore Alberto Paoletti. Regia di Aldo Masella. - TURANDOT: Emma Renzi, Danika Mastilovic, Adriana Santunione, Giancarlo Luccardi. Direttore Nino Bonavolontà. Regia di Dario Micheli.
- 1975 - LA BOHÈME: Renata Scotto, Elena Zilio, Luciano Pavarotti/Ottavio Garaventa, Angelo Romero, Giorgio Giorgetti, Carlo Zardo. Direttore Giacomo Zani. Regia di Giovanni Miglioli. - MANON LESCAUT: Celestina Casapietra, Amedeo Zambon, Angelo Romero. Direttore Ferruccio Scaglia. Regia di Giovanni Miglioli.
- 1976 - LA BOHÈME: Katia Ricciarelli/Adriana Maliponte, Gabriella Ravazzi/Giovanna Santelli, Josè Carreras/Franco Corelli/Ottavio Garaventa, Angelo Romero, Maurizio Mazzieri, Giuseppe La Macchia, Gianni De Angelis. Direttore Nino Sonzogno. Regia di Gianrico Becher. - MADAMA BUTTERFLY: Raina Kabaivanska/Rita Talarico/Lucia Stanescu, Silvana Mazzieri, Ottavio Garaventa/Beniamino Prior, Walter Alberti. Direttore Reynald Giovaninetti. Regia di Gianrico Becher.
- 1977 - TOSCA: Raina Kabaivanska/Radmilla Bakocevic, Luciano Pavarotti/José Carreras/Franco Tagliavini, Louis Manikas, Giampiero Mastromei, Direttore Nino Sonzogno. Regia di Tito Gobbi. - MADAMA BUTTERFLY: Elena Mauti Nunziata, Silvana Mazzieri, Beniamino Prior, Alberto Rinaldi. Direttore Maurizio Rinaldi. Regia di Franca Valeri.
- 1978 - MADAMA BUTTERFLY: Maria Chiara/Lorenza Canepa, Anna Di Stasio, Ottavio Garaventa/Giorgio Merighi, Antonio Boyer. Direttore Nino Bonavolontà. Regia di Giovanni Miglioli. - LA BOHÈME: Katia Ricciarelli/Raina Kabaivanska, Mariella Devia, Giorgio Merighi/Giuseppe Giacomini, Angelo Romero, Gianni De Angelis, Silvano Pagliuca. Direttore Edoardo Mueller. Regia di Dario Micheli.
- 1979 - TOSCA: Renata Scotto/Helia T'Hezan, Gianfranco Cecchele/Nunzio Todisco, Aldo Protti/Roando Panerai/Ettore Nova. Direttore Giuseppe Sinopoli. Regia di Renzo Giacchieri.- LA FANCIULLA DEL WEST: Olivia Stapp, Silvano Carroli, Giuseppe Giacomini/Nicola Martinucci. Direttore Gianluigi Gelmetti/Francesco Prestia. Regia di Renzo Giacchieri.
- 1980 - MANON LESCAUT: Rosalind Plowright, Giuliano Ciannella/Giorgio Casellato Lamberti, Ettore Nova. Direttore Giampiero Taverna. Regia di Renzo Giacchieri.

## Cronologia degli spettacoli dal 1981 al 2007
Anno, opere e interpreti principali 
- 1981 - LA BOHÈME: Mietta Sighele/Katia Ricciarelli, Marta Taddei, Veriano Lucchetti, Ettore Nova, Giancarlo Luccardi, Armando Ariostini. Direttore Giampiero Taverna. Regia di Sylvano Bussotti. -  TOSCA: Eva Marton, Giuliano Ciannella, Ingvar Wixell. Direttore Nicola Rescigno. Regia di Fiorenzo Giorni.
- 1982 - TURANDOT: Olivia Stapp, Mietta Sighele, Ermanno Mauro, Dimiter Petkov. Direttore Yuri Ahronovich. Regia di Sylvano Bussotti. - LA BOHÈME: Elena Mauti Nunziata, Adriana Anelli, Ottavio Garaventa, Lorenzo Saccomani, Armando Ariostini, Giancarlo Luccardi. Direttore Giampiero Taverna. Regia di Sylvano Bussotti.
- 1983 - TURANDOT: Olivia Stapp, Cecilia Gasdia, Adriana Maliponte, Ermanno Mauro, Giancarlo Luccardi, Ferruccio Furlanetto. Direttore Nicola Rescigno. Regia di Sylvano Bussotti. - MANON LESCAUT: Rosalind Plowrigth, William Johns, Ermanno Mauro, Rolando Panerai. Direttore Nicola Rescigno. Regia di Fiorenzo Giorgi.
- 1984 - MADAMA BUTTERFLY: Diana Soviero/Elena Mauti Nunziata, Eleonora Jankovic, Tiziana Tramonti, Beniamino Prior, Vicente Sardinero, Tullio Pane. Direttore Marcello Panni. Regia di Pierluigi Samaritani. - LE VILLI: Carlo Desideri, Cristina Rubin, Antonio Savastano.
- 1985 - TOSCA: Marilyn Zachau, Giacomo Aragall, Ingvar Wixell, Vicente Sardinero, Aldo Bramante, Alfredo Mariotti. Direttore Daniel Oren. Regia di Sandro Sequi. - LA BOHÈME: Fiamma Izzo D'Amico, Alida Ferrarini, Ivan Kiurciev, Franco Farini, Giacomo Aragall, Alberto Rinaldi, Vicente Sardinero, Roberto Scandiuzzi, Armando Ariostini. Direttore Emil Tchakanov. Regia di Luciano Alberti.
- 1986 - LA FANCIULLA DEL WEST: Mary Jane Johnson, Alain Fundari, Giorgio Casellato Lamberti/Nicola Martinucci, Angelo Marchiandi, Giancarlo Tosi, Armando Ariostini. Direttore Gianluigi Gelmetti. Regia di Angelo Corti. - TOSCA: Maria Slatinaru/Giovanna Casolla, Lando Bartolini/Ruben Dominguez/Luis Lima, Silvano Carroli, Franco De Grandis, Alfredo Mariotti. Direttore Daniel Oren. Regia di Sandro Sequi.
- 1987 - TURANDOT: Eva Marton/Dawn Symes/Galina Savova, Ermanno Mauro, Paolo Washington, Maria Chiara/Alessandra Pacetti, Giancarlo Ceccarini, Tullio Pane, Antonio Bevacqua. Direttore Angelo Campori. Regia di Giancarlo Cobelli - LA BOHÈME: Mietta Sighele, Lucetta Bizzi, Nuccia Focile, Veriano Luchetti, Giovanni De Angelis, Armando Caforio. Direttore Marcello Panni. Regia di Stefano Piacenti. - GIANNI SCHICCHI: Giuseppe Taddei, Alida Ferrarini, Fedora Barbieri, Vincenzo La Scola. Direttore Bruno Moretti. Regia di Pino Quartullo.
- 1988 - LA RONDINE: Elena Mauti Nunziata, Lucetta Bizzi, Vincenzo Bello, Giuseppe Fallisi, Stefano Antonucci. Direttore Pier Luigi Urbini. Regia di Simona Marchini. - TURANDOT: Marita Napier/Dawn Symes, Antonio Ordonez, Alessandra Pacetti, Bonaldo Giaiotti, Giovanni De Angelis, Iorio Zennaro, Saverio Bambi. Direttore Giuliano Carella. Regia di Giancarlo Cobelli. - IL TABARRO: Silvano Carroli, Giorgio Merighi, Mara Zampieri. Direttore Maurizio Arena. Regia di Stefano Reali.
- 1989 - MADAMA BUTTERFLY: Yoko Watanabe Grimaldi/Mietta Sighele, Paola Fornasari Patti, Antonella Trevisan, Dano Raffanti/Nazareno Antinori, Giovanni De Angelis, Andrea Piccinini. Direttore Bruno Moretti. Regia di Renzo Giacchieri. - TURANDOT: Olivia Stapp, Lucetta Bizzi, Antonio Ordonez, Paolo Washington, Stefano Antonucci, Giovanni De Angelis, Florindo Andreolli, Saverio Bambi. Direttore Giuliano Carella. Regia di Giancarlo Cobelli. - SUOR ANGELICA: Yoko Watanabe, Mirna Pecile, Gudrum Nardi, Salome Manfred Jung, Reinhild Runkel, Karin Loyee, Carmen Reppel, Franz Ferdinand Nentwig. Direttore Heinrich Bender. Regia di Christian Sauser
- 1990 - TOSCA: Rosalind Plowright/Jean Glennon Whiterhouse, Giuseppe Giacomini/Salvatore Fisichella, Silvano Carroli/Franco Giovine, Luigi Roni. Direttore Giuliano Carella. Regia di Attilio Colonnello. - MADAMA BUTTERFLY: Yoko Watanabe, Simona Zambruno, Mirna Pecile, Salvatore Fisichella, Salvatore Ragonese, Giovanni De Angelis. Direttore Bruno Moretti. Regia di Renzo Giacchieri.
- 1991 - TURANDOT: Ghena Dimitrova/Sophia Larson, Lando Bartolini, Daniela Longhi, Paolo Washington, Giancarlo Ceccarini, Florindo Andreolli. Direttore Yuri Ahronovich. Regia di Sylvano Bussotti.  - MADAMA BUTTERFLY: Maria Spacagna/Adriana Morelli, Giorgio Merighi, Salvatore Ragonese, Giovanni De Angelis, Oslavio Di Credico. Direttore Angelo Campori. Regia di Renzo Giacchieri. - LE VILLI: Lucetta Bizzi, Giorgio Merighi, Antonio Salvadori, Giuseppe di Stefano. - IL TABARRO: Franco Giovine, Giuseppe Giacomini, Giovanna Casolla. Direttore Reynald Giovaninetti. Regia di Flavio Trevisan.
- 1992 - TOSCA: Ghena Dimitrova/Adriana Morelli, Giorgio Merighi/Gianfranco Cecchele/Lando Bartolini, Franco Giovine, Seng Hyoun Ko. Direttori Niska Baresa, Lovrenc Arnic. Regia di Flavio Trevisan.
- 1993 - GIANNI SCHICCHI: Mauro Buda, Giuseppe Altomare, Giuliano Di Filippo, Luca Bodini, Annamaria Chiuri, Annagrazia Carnovali. Direttore Marcello Panni. Regia di Rolando Panerai. - LA BOHEME: Fiorella Burato, Olatz Saitua Iribar, Jordi Galofrè, Fabio Tinalli, Ramon De Abdres, Duccio Dal Monte. Direttore Stefano Ranzani. Regia di Luciano Alberti.
- 1994 - TURANDOT: Ghena Dimitrova/Barbara De Maio, Lando Bartolini/Nicola Martinucci, Maria Chiara/Adriana Morelli. Direttore Ralf Weikert. Regia di Beppe De Tomasi. - LA BOHÈME: Maria Spacagna/Maria Pia Jonata, Keith Olsen/Claudio Di Segni, Giancarlo Pasquetto, Fernanda Costa, Orazio Mori, Enrico Turco. Direttore Reynald Giovaninetti. Regia di Rolando Panerai.
- 1995 - LA FANCIULLA DEL WEST: Barbara Daniels/Katleen McCalla, Antonio Salvadori, Lando Bartolini. Direttori Christian Badea, Janos Acs. Regia di Roberto Faenza. TOSCA: Barbara De Maio/Galina Kalinina/Giovanna Casolla, José Cura/Nunzio Todisco, Franco Giovine, Antonio De Gobbi, Graziano Polidori. Direttore Garcia Navarro. Regia di Gianni Quaranta. - MADAMA BUTTERFLY: Adriana Morelli/Natalia Dercho, Keith Olsen, Mario Carrara, Mauro Buda, Adriana Cicogna. Direttori Marcello Panni, Joanos Acs. Regia di Patricia Panton.
- 1996 - LA BOHÈME: Denia Mazzola Gavazzeni/Maria Pia Jonata, Salvatore Fisichella, Claudio Di Segni, Rosemary Musoleno/Mina Yamazaki, Marcello Jenis, Michele Porcelli, Orazio Mori, Giacomo Prestia. Direttore Peter Mark. Regia Mario Monicelli. - MANON LESCAUT: Laura Niculescu, Paolo Ruggiero, Lando Bartolini, Graziano Polidori. Direttore Angelo Campori. Regia di Attilio Colonnello. - TURANDOT: Ghena Dimitrova, Christian Johannsson, Andreev Kostadin, Katia Ricciarelli/Maria Vitali. Direttore Rico Saccani. Regia di Sergio Vela.
- 1997 - TOSCA: Ines Salazar/Laura Niculescu, Josè Cura/Mario Malagnini, Sherrill Milnes/Ko Seng Youn. Direttore Anton Guadagno. Regia di Vivien Hewitt. - MADAMA BUTTERFLY: Natalia Dercho/Maria Pia Jonata, Claudia Marchi/Fulvia Bertoli, Alberto Cupido/Carlos Antonio Moreno, Rolando Panerai/Mauro Buda. Direttore Maurizio Arena. Regia di Rolando Panerai.
- 1998 - TURANDOT: Giovanna Casolla/Leila Guimarez/Natalia Margrit, Alberto Cupido, Jan Storey, Antonia Brown/Maria Pia Jonata. Direttore Elio Boncompagni. Regia di Daniele De Plano. - GIANNI SCHICCHI: Angelo Romero/Bruno De Simone, Pietro Ballo, Alessandro Panaja, Luciana Serra, Antonella Carnovali.
- 1999 -  LA BOHÈME: Patriza Pace/Antonia Cifrone/Gianna Queni, Salvatore Fisichella/Josè Sampre, Anna Luisa Scano/Patrizia Cigna/Mimma Briganti. Direttore Niksa Bareza. Regia di Giuseppe Giuliano. - TURANDOT: Audrey Stottler/Laura Niculescu, Christjan Johannsson/Antonio Ordonez, Luciana Serra/Maria Pia Jonata/Gianna Queni, Luigi Roni. Direttore Alberto Veronesi. Regia di Petar Selem.
- 2000 - TOSCA: Norma Fantini/Laura Niculescu/Natalia Margarit, Richard Margison, Dario Volontà, Seng Hyou Ko, Justino Diaz. Direttore Alberto Veronesi. Regia di Beni Montresor. - LA BOHEME: Anna Laura Longo/Antonia Cifrone, Cesare Catani, Sergio Panajia, Mimma Briganti, Domenico Balzani, Sergio Bologna, Roberto Nencini. Direttori Andrea Licata, Massimo Morelli. - MADAMA BUTTERFLY: Maria Pia Jonata, Fulvia Bertoli, Salvatore Fisichella, Sergio Bologna, Marco Chingari. Direttori Mario Perusso, Massimo Morelli. Regia Vivien Hewitt. Scene Kan Yasuda.
- 2001 - TURANDOT: Giovanna Casolla, Gegam Grigorian, Xiu Wei Sun, Nicolay Bikov. Direttore Alberto Veronesi. Regia di Roberto Laganà Manoli. - TOSCA - Daniela Longhi/Antonia Cifrone, Ignacio Encinas, David Pittman-Jennings. Direttore Andrea Licata. Regia Beni Montresor.
- 2002 - MANON LESCAUT: Norma Fantini, Domenico Balzani, Gabriel Sadè, Keith Olsen, Luciano Leoni. Direttore Alberto Veronesi. Regia di Luis Castro. TOSCA: Antonia Cifrone, Nicola Martinucci, Alberto Mastromarino. Direttore Roberto Tolomelli. Regia di Beni Montresor ripresa da Gaetano Miglioranzi. - TURANDOT: Giovanna Casolla/Paola Romanò, Massimo La Guardia/Lando Bartolini/Renzo Zulian, Paolo Battaglia, Serena Farnocchia/Anna Luisa Scano. Direttori Claudio Scimone, Bruno Nicoli. Regia di Roberto Laganà Manoli.
- 2003 - LA BOHÈME: Carla Maria Izzo/Maria Luigia Borsi, Ramon Vargas/Carlo Ventre/Valter Borin, Virginia Wagner/Rita Cammarano, Vladimir Stoyanov, Domenico Balzani, Enrico Marrucci, Cosimo Diano. Direttore Alberto Veronesi. Regia di Maurizio Scaparro. Scene e costumi di Jean-Michel Folon. - MADAMA BUTTERFLY Veronica Villaroel, Hui He, Chiara Chialli, Teresa Nicoletti, Giorgio Merighi/Stefano Secco, Antonio Salvadori. Direttore Keri Lynn Wilson. Regia di Vivien Hewitt. Scene Kan Yasuda. Costumi Regina Schrecker. - TURANDOT: Maria Dragoni/Paola Romanò, Alfredo Zanazzo, Marcello Giordani, Anna Laura Longo/Mina Tasca, Massimo La Guardia. Direttori Jacek Kaspszyk, Bruno Nicoli. Regia scene e costumi di Roberto Laganà Manoli. - MANON LESCAUT: Daniela Dessì/Antonia Cifrone, Fabio Armiliato/Lando Bartolini, Alessandro Corbelli, Franco Boscolo. Direttore Antonio Pirolli. Regia di José Luis Castro. Scene e costumi Igor Mitoraj.
- 2004 - MADAMA BUTTERFLY (edizione del centenario, recite in maggio a Torre del Lago e a settembre a Tokio): Daniela Dessì, Fabio Armiliato, Juan Pons. Direttore Placido Domingo. Regia di Stefano Monti. Scene Arnaldo Pomodoro. Costumi Guillermo Mariotto - MADAMA BUTTERFLY: Carla Maria Izzo, Mariella Guarnera, Vincenzo La Scola/Stefano Secco, Marzio Giossi/Luca Salsi. Direttore Alberto Veronesi. Regia di Vivien A. Hewitt. Scene Kan Yasuda. Costumi Regina Schrecker - MADAMA BUTTERFLY: Kim Yoo Sun, Jang Hyun Ju, Lee Hyun, Choi Jong Woo. Direttore Choi Seung Han. Regia di Chung Kab Gyun. Scene Lee Hak Sun. Costumi Lee Soo Dong, Canezou By Mavel, Saeki Masaaki (coproduzione Seoul-Torre del Lago) - TOSCA: Francesca Patanè, Andrea Bocelli, Giuseppe Gipali, Giorgio Surian, Alberto Mastromarino. Direttori Steven Mercurio, Jacek Kaspszyk. Regia di Beni Montresor. - TURANDOT: Maria Dragoni, Franco Farina, Nicola Martinucci, Maria Luigia Borsi/Anna Laura Longo, Riccardo Ferrari, Gianvito Ribba, Massimo La Guardia. Direttore Keri Lynn Wilson. Regia Daniele De Plano. Scene Pietro Cascella. Costumi Cordelia von den Steinen.
- 2005 - LA FANCIULLA DEL WEST: Daniela Dessì, Lucio Gallo, Fabio Armiliato, Massimo La Guardia, Andrea Patucelli. Direttore Alberto Veronesi. Regia di Ivan Stefanutti. Scene e costumi Nall. - LA BOHÈME: Antonia Cifrone, Ruth Kerr, Roberto Aronica, Costyantyn Andreyev, Maria Costanza Nocentini, Luca Salsi, Alessandro Luongo. Direttore Keri Lynn Wilson. Regia di Maurizio Scaparro. Scene e costumi di Jean-Michel Folon. - TURANDOT: Francesca Patanè/Stefania Spaggiari, Marcello Giordani, Maurizio Graziani, Anna Laura Longo/Irina Muratbekova, Riccardo Ferrari, Gianvito Ribba, Massimo La Guardia. Direttore Bruno Vicoli. Regia Daniele De Plano. Scene Pietro Cascella. Costumi Cordelia Von den Steinen. - MADAMA BUTTERFLY: Sun Xiu Wei, Renata Lamanda, Marco Berti, Nicola Alaimo, Nicola Pamio. Direttore Lukas Karytinos. Regia di Chung Kab Gyun. Scene Lee Hak Sun, costumi Michelle Rutkowski.
- 2006 - LA BOHÈME: Adriana Damato/Serena Farnocchia, Ilina Mihaylova, Alessandra Meozzi, Roberto Aronica Stefano Secco, Marzio Giossi, Luca Salsi. Direttore Julian Kovatcev. Regia di Maurizio Scaparro. Scene e costumi di Jean-Michel Folon. - TURANDOT: Anna Shafajnskaia/Doina Dimitriu, Frank Porretta, Warren Mok, Maria Costanza Nocentini/Mina Tasca Yamazaki, Rafal Siwek. Direttori Claudio Scimone, Carmine Pinto. Regia di Daniele De Plano. Scene Pietro Cascella. Costumi Cordelia Von den Steinen. - TOSCA: Norma Fantini/Antonia Cifrone, Andrew Richards, Lucio Gallo. Direttore Alberto Veronesi. Regia Mario Corradi. Scene Igor Mitoraj. - MADAMA BUTTERFLY: Hisami Namikawa/Keiko Yokoyama, Yukiko Tanaka, Alessandra Meozzi, Massimiliano Pisapia, Luca Salsi. Direttore Roberto Zarpellon. Regia di Masayoshi Kuriyama. Scene Sumiko Masuda. Costumi Katsumi Kishii - JUNIOR BUTTERFLY (di Shigeaki Saegusa) Shigehiro Sano, Shinobu Sato, Akemi Sakamoto, Miho Takamatsu - Direttore Naoto Otomo. Regia di Masahiko Shimada. Scene di Rumi Matsui, costumi di Junko Koshino - Concerto "Giacomo Puccini - Atto II°" - Orchestra e Coro del Teatro alla Scala di Milano - Direttore Lucian
- 2007 - MADAMA BUTTERFLY: Elmira Veda/Tizia Ducati, Annamaria Popescu, Annunziata Vestri, Carlo Barricelli, Luca Salsi. Direttore Laurence Gilgore. Regia Stefano Vizioli. Scene e costumi Ugo Nespolo. - TOSCA: Antonia Cifrone, Marcello Giordani, Giorgio Surian. Direttore Keri Lynn Wilson, Valerio Galli. Regia Mario Corradi. Scene Igor Mitoraj. - LA BOHEME: Norma Fantini, Maria Luigia Borsi, Donata D'Annunzio Lombardi, Chun Yu Xu, Massimiliano Pisapia. Regia Maurizio Scaparro. Scene e costumi Jean-Michel Folon. - LA RONDINE: Svetla Vassileva, Maya Dashuk, Fabio Sartori, Emanuele Giannino, Marzio Giossi. Direttore Lorenzo Amato. Scene e costumi Nall.

## Cronologia degli spettacoli dal 2008 ad oggi
Il 15 maggio 2008 viene inaugurato il nuovo Gran Teatro all'aperto.
Anno, opere e interpreti principali 
- 2008 - CONCERTO INAUGURALE: Coro e Orchestra Filarmonica della Scala. Direttore d'orchestra Riccardo Chailly, Maestro del coro Bruno Casoni. Con Martina Serafin, Svetla Vassileva, Massimiliano Pisapia, Carlo Bosi, Antonello Palombi, Ernesto Panariello. - TURANDOT: Francesca Patané/Susan Foster, Francesco Hong, Donata D'Annunzio Lombardi, Dejan Vatchkov, Massimiliano Valleggi, Emanuele Giannino, Nicola Pamio. Direttori Alberto Veronesi e Giuseppe Acquaviva. Regia Maurizio Scaparro. Scene Ezio Frigerio. Costumi Franca Squarciapino. - EDGAR: Marco Berti, Cristina Gallardo-Domas, Rossana Rinaldi, Luca Salsi, Filippo Polinelli. Direzione Pier Giorgio Morandi. Regia di Vivien A. Hewitt. Scene Roger Dean. Costumi Freyja Dean. - TOSCA: Daniela Dessì/Hui He, Fabio Armiliato, Ji Myung Hoon, Giorgio Surian. Direttori Yoel Levi e Cem Mansur. Regia di Mario Corradi. Scene e Costumi di Igor Mitoraj. - MADAMA BUTTERFLY: Liping Zhang, Elmira Veda, Mariella Guarnera, Massimiliano Pisapia, Alessandro Corbelli/Marzio Giossi. Direzione Julian Reynolds e Carmine Pinto. Regia di Stefano Vizioli. Scene e Costumi di Ugo Nespolo.

- 2009 - LA BOHÈME: Maija Kovalevska/Cristina Barbieri, Roberto Aronica/Gianluca Terranova, Silvia Dalla Benetta/Alessandra Meozzi, Luca Salsi/Massimiliano Valleggi, Alessandro Luongo. Direttori Marcello Rota e Giuseppe Acquaviva. Regia di Maurizio Scaparro. Scene e Costumi di Jean-Michel Folon. - TOSCA: Amarilli Nizza/Olga Romanko, Antonello Palombi/Enrique Ferrer, Ambrogio Maestri/Silvio Zanon, Giuseppe Nicodemo. Direttore Fabrizio Maria Carminati. Scene di Antonio Mastromattei, Costumi di Pierluciano Cavallotti. - TURANDOT: Elena Popovskaya/Giovanna Casolla, Francesco Hong/Park Sung-Kyu, Leo An, Leonardo Caimi, Mauro Buffoli. Direttore Valerio Galli. Regia di Maurizio Scaparro. Scene di Ezio Frigerio, costumi di Franca Squarciapino. - MANON LESCAUT: Martina Serafin, Marcello Giordani, Giovanni Guagliardo, Alessandro Guerzoni, Cristiano Olivieri. Direttore Alberto Veronesi. Regia di Paul-Emile Fourny. Scene di Poppi Ranchetti, costumi di Giovanna Fiorentini.

- 2010 - LA FANCIULLA DEL WEST: Daniela Dessì, Franco Armiliato, Carlos Almaguer, Luigi Roni, Giovanni Guagliardo, Cristiano Olivieri. Direttore Alberto Veronesi. Regia di K. Harms. Scene di Franco Adami, costumi di Giovanna Fiorentini. - MADAMA BUTTERFLY: Amarilli Nizza/Donata D'Annunzio Lombardi, Massimiliano Pisapia/Luciano Ganci, Renata Lamanda, Hermine-Claude Huguenel, Fabio Capitanucci/Marzio Giossi. Direttori Eve Queler, Salvatore Percacciolo. Regia di V. Hewitt. Scene di Kan Yasuda, costumi di Regina Schrecker. - TOSCA: Maria Guleghina/Liudmyla Monastyrska, Walter Fraccaro/Sung Kyu Park, Giorgio Surian, Marco Vratogna. Direttori Piergiorgio Morandi e Fabio Mastrangelo. Regia di Beppe De Tomasi. Scene di Antonio Mastromattei, costumi di Pierluciano Cavallotti. - TURANDOT: Martina Serafin, Ian Storey, Donata D'Annunzio Lombardi/Mimma Briganti, Alessandro Guerzoni, Roberto Accurso, Cristiano Olivieri, Nicola Pamio. Direttori Hirofumi Yoshida e Mauro Roveri. Regia di Maurizio Scaparro. Scene di Ezio Frigerio, costumi di Franca Squarciapino. - GIANNI SCHICCHI e SUOR ANGELICA: Regia Vivien A. Hewitt. Scene di R. Lazzeri, costumi di V.Hewitt.

- 2011 - LA BOHÈME: Donata D'Annunzio Lombardi/Serena Farnocchia, Aquiles Machado/Gianluca Terranova/Leonardo Caimi, Anna Maria Dell'Oste/Alida Berti, Luca Salsi/Marzio Giossi, Roberto Accurso, Alessandro Guerzoni, Choi Seung Pil. Direttori Alberto Veronesi e Mauro Roveri. Regia di Maurizio Di Mattia. Scene di Maurizio Varamo, costumi Anna Biagiotti. - TURANDOT: Antonia Cifrone/Giovanna Casolla/Nila Masala, Piero Giuliacci/Kyu Sung Park, Serena Farnocchia/Satomi Ogawa/Mimma Briganti, Carlo Colombara/Enrico Iori. Direttori Kery Lynn Wilson e Giampaolo Mazzoli. Scene di Ezio Frigerio, costumi di Franca Squarciapino, regia di Maurizio Scaparro - MADAMA BUTTERFLY: Sakiko Ninomiya, Kimiko Suehiro, Jun Takahashi, Marcello Bedoni, Sergio Bologna, Alessandra Meozzi. Direttore Valerio Galli. Regia di Takao Okamura. Scene di Naoji Kawaguci, costumi di Yasuhiro Chiji.

- 2012  - TOSCA: Oksana Dyka/Francesca Rinaldi, Fabio Armiliato, Warren Mok, Alberto Mastromarino, Leonardo Lopez Linares, Francesco Palmieri, Massimo La Guardia. Direttore Alberto Veronesi. Regia di Riccardo Canessa. Scene e costumi della Fondazione Cerratelli. - MADAMA BUTTERFLY: Donata D'Annunzio Lombardi/Silvana Froli, Aquiles Machado/Leonardo Caimi, Annunziata Vestri. Direttore Valerio Galli. Regia di Vivien Hewitt. Scene di Kan Yasuda, costumi di Regina Schrecker. - LA BOHÈME: Maria Agresta, Stefano Secco, Alida Berti, Gabriele Viviani. Direttore Daniel Oren. Regia di Maurizio Di Mattia. Scene di Maurizio Varamo, costumi di Anna Biagiotti. - LA TRAVIATA: Silvia Dalla Benetta/Mimma Briganti, Massimiliano Pisapia, Stefano Antonucci. Direttore Fabrizio Maria Carminati. Regia di Paolo Trevisi.

- 2013 - IL TABARRO e CAVALLERIA RUSTICANA: Alberto Gazzale, Francesco Anile, Chiara Angella, Anna Louise Bogza (Santuzza), Remata Lamanda, Luigi Roni, Mario Bolognesi. Direttore Alberto Veronesi. Regia Antonio Calenda. Scene N. Rubertelli, costumi di S. Nicolao. - TURANDOT: Giovanna Casolla/Nila Masala, Marcello Giordani/Angelo Fiore. Direttore Daniel Oren. Regia di Maurizio Scaparro. Scene di Enzo Frigerio, costumi di Franca Squarciapino. - TOSCA: Regia di J.L. Grinda. Scene di I.P. Pieri, costumi di C. Gasc. - RIGOLETTO: Devid Cecconi, Angelo Fiore - Regia di Renzo Giacchieri. Scene di A. Troisi, costumi della Casa d'Arte Fiore.

- 2014 - segue (...)